# Alexandre Duval
Alexandre Duval, pseudonimo di Alexandre-Vincent Pineux-Duval (Rennes, 6 aprile 1767 – Parigi, 9 gennaio 1842), è stato un drammaturgo francese.
Dopo un'avventurosa giovinezza, trovò la sua vera passione nel teatro cui dedicò una serie di opere drammatiche di discreto successo, anche se la scottante attualità dei temi trattati gli procurò proibizioni e boicottaggi che lo costrinsero a lasciare la Francia due volte.
Notevole interesse rivestono pure le polemiche prefazioni alle commedie e singolare fu il suo atteggiamento di ostilità verso il romanticismo.
Le sue prime opere sono leggere e umoristiche, mentre le successive sono più appesantite dagli ideali politici.
Tra le sue opere compare la commedia Il falso Stanislao da cui è tratta una delle opere giovanili di Giuseppe Verdi, ovvero Un giorno di regno. Quest'opera, la seconda scritta dal compositore, è stata senz'altro il suo più grande fiasco, ben presto riscattato dal successo dell'opera successiva (Nabucco).
Scrisse anche Le prisonnier per il suo amico Domenico Della Maria.

## Opere
- Il naufragio o gli eredi (1796)
- Il finto Stanislao (1801)
- Edoardo in Scozia (1802)
- La giovinezza di Enrico V (1806)